# شارون كلارك
شارون كلارك (بالإنجليزية: Sharon Clark)‏ هي عارضة وممثلة أمريكية، ولدت في 15 أكتوبر 1943 في الولايات المتحدة.

## وصلات خارجية
- شارون كلارك على موقع IMDb (الإنجليزية)
- شارون كلارك على موقع أول موفي (الإنجليزية)
- شارون كلارك على موقع قاعدة بيانات الفيلم (الإنجليزية)